# Libanon az 1952. évi nyári olimpiai játékokon
Libanon a finnországi Helsinkiben megrendezett 1952. évi nyári olimpiai játékok egyik részt vevő nemzete volt. Az országot az olimpián 4 sportágban 9 sportoló képviselte, akik összesen 2 érmet szereztek.

## Érmesek
| Érem  | Versenyző      | Sportág  | Versenyszám        |
| ----- | -------------- | -------- | ------------------ |
| Ezüst | Zakaria Chihab | Birkózás | Kötöttfogás, 57 kg |
| Bronz | Khalil Taha    | Birkózás | Kötöttfogás, 73 kg |

## Birkózás
Kötöttfogású
| Versenyző      | Versenyszám | 1. forduló                  | 2. forduló                       | 3. forduló                       | 4. forduló                   | 5. forduló                  | 6. forduló                | 7. forduló        | Helyezés |
| Versenyző      | Versenyszám | Ellenfél Eredmény           | Ellenfél Eredmény                | Ellenfél Eredmény                | Ellenfél Eredmény            | Ellenfél Eredmény           | Ellenfél Eredmény         | Ellenfél Eredmény | Helyezés |
| -------------- | ----------- | --------------------------- | -------------------------------- | -------------------------------- | ---------------------------- | --------------------------- | ------------------------- | ----------------- | -------- |
| Zakaria Chihab | 57 kg       | Ion Popescu (ROU) · 3-0     | Maurice Faure (FRA) · 2-1        | Arvo Kyllönen (FIN) · 3-0        |                              | Hódos Imre (HUN) · 1-2      | Artyom Teryan (URS) · 2-1 |                   |          |
| Safi Taha      | 62 kg       |                             | Marco Antonio Girón (GUA) · 2:35 | Yakiv Punkin (URS) · 0-3         | visszalépett                 | kiesett                     | kiesett                   |                   | 7.       |
| Khalil Taha    | 73 kg       | Heng Freylinger (LUX) · 3-0 | René Chesneau (FRA) · 5:15       | Gottfried Anglberger (AUT) · 3-0 | Szilvásy Miklós (HUN) · 9:00 | Gösta Andersson (SWE) · 0-3 |                           |                   |          |
| Michel Skaff   | 96 kg       | Ovidiu Forai (ROU) · 2-1    | Kovács Gyula (HUN) · 10:40       | Karl-Erik Nilsson (SWE) · 4:40   | kiesett                      | kiesett                     | kiesett                   |                   | 6.       |

## Ökölvívás
| Versenyző     | Versenyszám  | Selejtező             | Nyolcaddöntő      | Negyeddöntő       | Elődöntő          | Döntő             | Helyezés |
| Versenyző     | Versenyszám  | Ellenfél Eredmény     | Ellenfél Eredmény | Ellenfél Eredmény | Ellenfél Eredmény | Ellenfél Eredmény | Helyezés |
| ------------- | ------------ | --------------------- | ----------------- | ----------------- | ----------------- | ----------------- | -------- |
| Sarkis Moussa | Kisváltósúly | Juan Curet (PUR) · KO | kiesett           | kiesett           | kiesett           | kiesett           | 17.      |

## Sportlövészet
| Versenyző              | Versenyszám       | Eredmény | Helyezés |
| ---------------------- | ----------------- | -------- | -------- |
| Khalil Hilmi           | Szabadpisztoly    | 489      | 46.      |
| Abdel Sattar Tarabulsi | Szabadpisztoly    | 517      | 29.      |
| Abdullah Jaroudi       | Sportpuska, fekvő | 384      | 50.      |

## Súlyemelés
| Versenyző      | Versenyszám | Nyomás   | Nyomás   | Szakítás | Szakítás | Lökés    | Lökés    | Összesen | Helyezés |
| Versenyző      | Versenyszám | Eredmény | Helyezés | Eredmény | Helyezés | Eredmény | Helyezés | Összesen | Helyezés |
| -------------- | ----------- | -------- | -------- | -------- | -------- | -------- | -------- | -------- | -------- |
| Moustafa Laham | 75 kg       | 115,0    | 3.**     | 112,5    | 4.**     | 142,5    | 6.*      | 370,0    | 5.       |

* - egy másik versenyzővel azonos eredményt ért el

** - két másik versenyzővel azonos eredményt ért el